# 謝時泰
謝時泰（1540年—1604年），原名谢代生，字汝亨，號念塘，江西吉安府安福縣人，明朝政治人物。

## 生平
嘉靖四十三年（1564年）甲子科江西鄉試第四十六名，曾任河南河陰縣學教谕，萬曆八年（1580年）庚辰科會試第一百二十六名，登三甲第八十名進士。兵部觀政，初授揚州府兴化县知县，九年改郧阳府学教授，十二年遷廣東靈川县知县，十七年擢升刑部主事，丁憂归乡。二十二年复除本部，二十三年晋员外郎、郎中。万历二十五年（1597年）五月升浙江按察司佥事，备兵杭严，二十六年升光禄寺丞，二十七年五月遷陕西苑马寺少卿。

## 家族
曾祖謝國貴，曾任王府典膳；祖父謝德弘，庠生；父謝文甫，庠生。母劉氏。慈侍下。兄謝時春。